# Alexander Farnerud
Alexander Farnerud (født 1. maj 1984 i Landskrona, Sverige) er en svensk tidligere fodboldspiller. Han sparker bedst med venstre ben og spiller helst offensiv midtbane. Mellem juli 2008 og januar 2011 var han tilknyttet Brøndby IF i den danske Superliga.
Tidligere klubber: Landskrona BoIS, RC Strasbourg, VfB Stuttgart og Brøndby IF.

## Eksterne kilder og henvisninger
1. ↑  Farnerud, Alexander — svenskfotboll.se

- Wikimedia Commons har flere filer relateret til Alexander Farnerud

- Alexander Farneruds spillerprofil hos Sveriges fodboldforbund (svensk)
- Alexander Farneruds profil hos Ligue de Football Professionnel (fransk)
- Alexander Farneruds profil hos L’Équipe (fransk)
- Alexander Farneruds profil hos EU-football.info (engelsk)
- Alexander Farneruds spillerprofil på Transfermarkt (engelsk)
- Alexander Farneruds trænerprofil på Transfermarkt (engelsk)
- Alexander Farneruds spillerprofil på national-football-teams.com (engelsk)
- Alexander Farneruds profil på WorldFootball.net (engelsk)
- Alexander Farneruds spillerprofil på Soccerbase.com (engelsk)
- Alexander Farneruds profil hos FootballDatabase.eu (engelsk)